# Isaac Salmonsen
Isaac Salmonsen, né en 1846 et mort en 1910, est un libraire et éditeur danois.

## Biographie
Il fonde la maison d'édition Brødrene Salmonsen en 1871, avec son frère. Il est particulièrement connu pour la publication de l'encyclopédie danoise Salmonsens Store Illustrerede Konversationsleksikon. La première édition de l'encyclopédie est parue en dix-neuf volumes entre 1893 et 1911. La deuxième édition de l'encyclopédie est parue en vingt-six volumes entre 1915 et 1930,.